# Punch Miller
Punch Miller oder Kid Punch Miller (eigentlich Ernest Miller; * 10. Juni 1894 in Raceland (Louisiana); †  2. Dezember 1971) war ein Dixieland Jazz-Trompeter und Sänger.
Punch Miller spielte zu Beginn seiner Karriere mit Kid Ory in New Orleans, wo er von 1919 bis 1927 arbeitete, bevor er nach Chicago zog. Dort spielte er in verschiedenen Bands, wie bei Jelly Roll Morton und Tiny Parham und wirkte an zahlreichen Plattenaufnahmen mit, so bei Jimmy Blythe, Johnny Dodds, King Oliver, Jimmy Wade und Kid Howard. Das nachlassende Interesse am Traditionellen Jazz führte dazu, dass er eine Zeit lang lediglich bei Festivals auftrat und allmählich in Vergessenheit geriet. In den 1960er Jahren mit der Dixieland-Revival-Bewegung erhielt er als Teil der Preservation Hall Jazz Band wieder mehr Aufmerksamkeit; er kehrte nach New Orleans zurück, spielte in der Preservation Hall und leitete eine eigene Band. 1962 entstand ein Album für Atlantic Records, Jazz at Preservation Hall, Vol. 3, auf der Miller mit George Lewis, spielte. 1963 ging er mit George Lewis auf Japan-Tournee. Ende der 1960er Jahre spielte er mit Captain John Handy und mit Jimmy Archey (Reunion). Punch Miller trat bis zum Ende seines Lebens auf, zuletzt auf dem Newport Jazz Festival.
Miller, der die meiste Zeit seines Lebens in Chicago ansässig war, war Gegenstand einer Fernseh-Dokumentation (Til the Butcher Cuts him down).

## Diskographische Hinweise
- Prelude to the Revival (American Music, 1941)
- Punch Miller’s New Orleans Jazz Band 1957 (504 Records, 1957), mit Louis Gallaud